# گروه ینسن
گروه ینسن (انگلیسی: Jensen-Group) شرکت خدمات بلژیکی است، که در سال ۱۹۳۷ تأسیس شد.